# Amastus tolimae
Amastus tolimae är en fjärilsart som beskrevs av Watson och Goodger. Amastus tolimae ingår i släktet Amastus och familjen björnspinnare. Inga underarter finns listade i Catalogue of Life.